# Ołeh Doroszczuk
Ołeh Jewhenijowycz Doroszczuk (ukr. Олег Євгенійович Дорощук; ur. 4 lipca 2001) – ukraiński lekkoatleta specjalizujący się w skoku wzwyż.
Karierę międzynarodową rozpoczął w 2018 roku od wywalczenia srebrnego medalu mistrzostw Europy juniorów młodszych w Győr. W tym samym roku zdobył brązowy medal igrzysk olimpijskich młodzieży w Buenos Aires. W 2019 roku w Borås został wicemistrzem Europy juniorów. W 2021 roku wziął udział w halowych mistrzostwach Europy w Toruniu, zajmując 9. miejsce w kwalifikacjach, zajął również 5. miejsce młodzieżowych mistrzostw Europy w Tallinnie. Rok później zadebiutował na mistrzostwach świata, odpadając w kwalifikacjach, a także na mistrzostwach Europy, zajmując 4. miejsce w finale. W 2023 roku w Espoo zdobył srebrny medal młodzieżowych mistrzostw Europy, natomiast rok później został brązowym medalistą seniorskich mistrzostw Europy. Halowy mistrz Starego Kontynentu z Apeldoorn (2025).
Medalista mistrzostw Ukrainy oraz halowych mistrzostw Ukrainy.

## Rezultaty
| Rok  | Impreza                                  | Miejsce      | Pozycja           | Wynik |
| ---- | ---------------------------------------- | ------------ | ----------------- | ----- |
| 2018 | Mistrzostwa Europy juniorów młodszych    | Győr         | 2. miejsce        | 2,13  |
| 2018 | Igrzyska olimpijskie młodzieży           | Buenos Aires | 3. miejsce        | 2,14  |
| 2019 | Mistrzostwa Europy juniorów              | Borås        | 2. miejsce        | 2,14  |
| 2021 | Halowe mistrzostwa Europy                | Toruń        | el. – 9. miejsce  | 2,16  |
| 2021 | Młodzieżowe mistrzostwa Europy           | Tallinn      | 5. miejsce        | 2,14  |
| 2022 | Mistrzostwa świata                       | Eugene       | el. – 15. miejsce | 2,25  |
| 2022 | Mistrzostwa Europy                       | Monachium    | 4. miejsce        | 2,23  |
| 2023 | II dywizja drużynowych mistrzostw Europy | Chorzów      | 3. miejsce        | 2,24  |
| 2023 | Młodzieżowe mistrzostwa Europy           | Espoo        | 2. miejsce        | 2,19  |
| 2023 | Mistrzostwa świata                       | Budapeszt    | 13. miejsce       | 2,20  |
| 2024 | Halowe mistrzostwa świata                | Glasgow      | 4. miejsce        | 2,24  |
| 2024 | Mistrzostwa Europy                       | Rzym         | 3. miejsce        | 2,26  |
| 2024 | Igrzyska olimpijskie                     | Paryż        | 6. miejsce        | 2,31  |
| 2025 | Halowe mistrzostwa Europy                | Apeldoorn    | 1. miejsce        | 2,34  |
| 2025 | Halowe mistrzostwa świata                | Nankin       | 5. miejsce        | 2,28  |

## Rekordy życiowe
- skok wzwyż (stadion) – 2,31 (10 sierpnia 2024, Paryż oraz 14 września 2024, Bruksela)
- skok wzwyż (hala) – 2,34 (8 marca 2025, Apeldoorn)